# イン・フロム・ザ・サイド
『イン・フロム・ザ・サイド』（In from the Side）は、2022年のイギリスの恋愛ドラマ映画。VFXエディターのマット・カーターの初長編監督作品で、脚本（共同）・製作総指揮（共同）・撮影・編集・音楽も務めている。出演はアレクサンダー・リンカーンとアレクサンダー・キングなど。ゲイ・ラグビーのクラブに所属する2人の選手が、それぞれに同棲中のパートナーがいながら、不倫関係に陥ってしまう姿を描いている。本作の公開時点で、監督のカーターは8年間インクルーシブ・ラグビーに携わっていた。
イギリスでの公開は2022年9月16日。米国での公開は2023年1月20日。イギリスでのレイティングは15。Netflix UKでは2023年3月28日に配信開始。
日本では2025年1月時点で劇場公開はされておらず、ソフト化も配信もされていないため、本記事のタイトル「イン・フロム・ザ・サイド」は日本語タイトルではなく、原題「In from the Side」のカナ表記である。
原題の「in from the side（横から入る）」はラグビーにおける禁止行為を指しているが、カーター監督は「予期せぬところから第三者が入ってきて状況や関係を混乱させるという二重の意味もある」と説明している。

## ストーリー
マーク・ニュートンは、ロンドンのゲイのラグビークラブ「スタッグス」のBチーム（二軍）に所属する若手選手である。シーズン初戦後の打ち上げで、マークはAチーム（一軍）のスター選手で怪我から復帰したばかりのウォーレン・ハントと知り合い、酔った勢いで肉体関係を結ぶ。2人にはそれぞれ同棲中の恋人がいるが、その関係は決して幸福なものではなかった。ウォーレンの恋人ジョンもAチームのスター選手で、ウォーレンは人生の困難な時期を助けてくれた恩義から、ジョンとの関係を続けており、この不倫を嫉妬深いジョンには絶対に隠さなければならないと考えている。一方、マークは尊大な恋人リチャードの高級マンションで同棲しており、リチャードは、マークが浮気について報告し、関係を一度で終わらせるという条件で、オープンな関係を許している。しかし、マークはウォーレンについてはリチャードに何も言っていなかった。仕事で頻繁に出張するリチャードが1か月間留守にしている間に再び関係を結んだマークとウォーレンは、この不倫関係を周囲に隠しながら続けることになる。しかし、そのためにマークはチームメイトとの関係に支障をきたすようになる。マークの親友で同じBチームの若手選手ヘンリー・マイケルズは、孤独とマークへの報われぬ想いから酒浸りになる。
初戦に敗れたBチームは、真剣に取り組むチームとしての地位を確立しなければ存続が難しくなるため、本格的な対戦相手との試合に臨むことになる。マークと一緒にいたいウォーレンは、怪我からの本格的な復帰の前に軽めの試合に出ておきたいとの名目でBチームに加わることを申し出る。そのため、Bチームの選手であるギャレスはウォーレンの代わりにスタメンから外されることになり、ウォーレンに対して恨みを抱くようになる。ウォーレンの活躍もあってチームは初勝利を挙げるが、マークはホテルでウォーレンとセックスするために、祝賀パーティを抜け出し、酔い潰れたヘンリーを置き去りにしてしまう。チームメイトたちはマークの心がチームから離れていると知り、ヘンリーはマークに見捨てられたと感じる。
出張から戻ったリチャードはアルプスでマークの両親とクリスマスを過ごす約束を反故にし、マークは代わりにウォーレンを招待する。ウォーレンはマークの両親、アリスとレナードに温かく迎えられ、共にクリスマスを楽しむ。ある夜、寝付けないマークは母アリスと2人切りで話をする。そこでアリスは、結婚前、レナードを高校時代からの恋人ジェニファーから奪い、彼女を深く傷つけたことに強い罪悪感を感じ続けていると明かす。そして、結婚以来、レナードは何度も浮気をしていたと打ち明けるとともに、欺瞞から生まれた関係は、さらに欺瞞な関係を生み、広範囲にわたる巻き添え被害を引き起こすだけだと警告する。翌日、マークが母との前夜の会話について父レナードに話すと、レナードは、他人を傷つけたくないとの思いに心を捕らわれていては、人生が与えてくれる素晴らしいことを逃してしまうとマークを諭す。
クラブの大晦日のパーティーで、ギャレスがマークのスマホを借りてBチームの集合写真を撮ろうとした時に、偶然ウォーレンがマークにメッセージを送ってしまう。そのメッセージを見たギャレスは、試合に出られなかった腹いせにヘンリーとジョンにマークとウォーレンの関係を告げ口し、怒ったジョンはマークを激しく殴る。その現場に居合わせながら何も言わず立ち尽くすだけのウォーレンに幻滅したマークはパーティー会場を後にする。家に戻ると、リチャードはマークがウォーレンとの情事の際に撮ったウォーレンの裸の写真を持っていた。さらにマークのチームメイトの何者かがリチャードに全てを話していたのである。リチャードはマークを家から追い出す。
それから3ヶ月後、マークが抜けたBチームは負け続け、存続の危機を迎える。Bチームの選手でムードメイカーでもあるピンキーからの頼みで、ウォーレンはマークにチームに戻るよう説得する。復帰したマークとアルコールの問題を克服しつつあるヘンリーの活躍でBチームはシーズン最終戦に勝利する。リチャードは初めてマークの試合を観に来る。マークは不倫について謝罪するが、2人の関係はもう元には戻れなかった。試合後、ウォーレンは自分とジョンがクラブを去ることをマークに報告する。そしてジョンと別れてやり直したいと訴えるが、マークは断る。クラブの祝賀会で、ヘンリーは最優秀選手に選ばれる。マークはチームメイトとの友情に安らぎを感じながら、ある選手が自分を見つめていることに気づく。その様子はマークがウォーレンと出会った時に似ており、新しい関係が始まる可能性があることを示唆して物語は終わる。

## キャスト
- マーク・ニュートン: アレクサンダー・リンカーン - Bチームの選手。
- ウォーレン・ハント: アレクサンダー・キング - Aチームの選手。怪我から復帰したばかり。
- ヘンリー・マイケルズ: ウィリアム・ハール - Bチームの選手。マークに想いを寄せる親友。
- ジミー: クリストファー・シャーウッド - Bチームのキャプテン。
- ギャレス: カール・ラフリン - Bチームの選手。ヘンリーを目の敵にしている。
- ジョン・ペンローズ: ピーター・マクファーソン - Aチームの選手。ウォーレンの同棲中の恋人。
- ピンキー: ピアース・イーガン - Bチームの選手。
- カルロス: イヴァン・コミッソ - Bチームの選手。
- リチャード: アレックス・ハモンド - マークの同棲中の恋人。仕事人間。
- スチュアート: クリス・ガーナー - Bチームのコーチ。
- アリス・ニュートン: メアリー・リンカーン - マークの母親。
- レナード・ニュートン: ナイジェル・フェアーズ - マークの父親。
- ニール: フランク・アッシ - Bチームの選手。
- バリー: トム・マーフィー - クラブの会長。
- オリ: ケイン・サリー - Bチームの選手。
- カーディフ・ドラコニアンズのキャプテン: スティーヴ・ブロックマン

## 製作
クラウドファンディングで資金の一部を調達した。
VFXエディターとして活動して来たマット・カーターは初監督作品となる本作で、脚本、製作、撮影、視覚効果、作曲も務めている他、エキストラとして出演もしている。
エンドクレジットで流れるアニメーション映像はカーター監督が自ら1コマ1コマ手描きした油絵を撮影したもので、さらにその映像に合う曲として主題歌「By Your Side」を自ら作詞・作曲し、歌っている。
カーター監督のYouTubeチャンネルでは、監督自ら務めたVFX（視覚効果）について紹介する動画やNG集が公開されている。
主演のアレクサンダー・リンカーンはメディアのインタビューで「キャストの約70％は（性的少数者の）コミュニティの人々だったと思う」と答えており、また長年にわたってインクルーシブ・ラグビーに携わって来たカーター監督の知り合いであるラグビークラブの多くのメンバーがエキストラとして撮影に参加していたことを明かしている。なお、リンカーン本人は自らの性的指向を特に隠してはいなかったが、本作だけでなく、自らの演技も高く評価されたことに対する感謝の気持ちを綴った文章を自らのInstagramに投稿した際に寄せられた、異性愛者が同性愛者を演じることについて触れたコメントに対し、「自分は異性愛者ではない（I'm not straight）」と返信したことが注目された他、その後のメディアのインタビューで女性とも男性とも交際したことがあると明かすとともに、自らのセクシャリティをラベリングするのは好きではないと語っている。

## 公開
2022年3月に開催されたBFIフレア映画祭で上映され、カミングアウトや同性愛嫌悪が全く出てこないアプローチが注目された。
2022年に開催されたデイトンLGBT映画祭に正式出品され、同年のアウトフィルム・ポズナン映画祭にも選出された。2022年の香港レズビアン&ゲイ映画祭やインサイド・アウト・トロントLGBT映画祭でも上映された。

## 作品の評価

### 映画批評家によるレビュー
Rotten Tomatoesによれば、13件の評論のうち高評価は54%にあたる7件で、平均点は10点満点中5.9点となっている。Metacriticによれば、6件の評論のうち、高評価はなく、賛否混在は5件、低評価は1件で、平均点は100点満点中42点となっている。
Entertainment Focusのピップ・エルウッド＝ヒューズは「『イン・フロム・ザ・サイド』は、ラグビーを共にプレーし、且つ偶然にもゲイである友人グループの生活を垣間見せてくれる。この映画は、私が近年観たLGBTQ+に分類される映画の他のほとんど全てとは異なっており、この映画がメインストリームに受け入れられているのも不思議ではない。うまく書かれた登場人物たち、実に魅力的なストーリー、そして力強い演技によって『イン・フロム・ザ・サイド』は間違いなく、ここしばらくで公開された最高のゲイ映画であり、私が今年観た映画の中でも最高の一本である」と評している。
ガーディアン紙のキャス・クラークは5点満点中3点を付け、「ロンドンのチームという設定は素晴らしいが、マット・カーター監督の映画の中心にある退屈なロマンスはあまりに長すぎる」と評している。同じくガーディアン紙のザン・ブルックスは「退屈な脚本」と批判している。またニューヨーク・タイムズ紙のカイル・ターナーは「カーターは雨の試合の混乱や秘密の情事の恍惚を観るに堪えるものにする能力には長けているが、彼の描くキャラクターはほとんど特色のないスケッチのように感じられる。選手に興味を持てなければ試合を観る意味がどこにあるというのか?」と酷評している。
一方、ロサンゼルス・タイムズ紙のゲイリー・ゴールドスタインは、同様の欠点を指摘しつつも、撮影と演技を高く評価するとともに、カーター監督自ら作詞・作曲し、歌っている1980年代風の主題歌「By Your Side」を「素晴らしく心を奮い立たせる」として賞賛し、レビューを「この有能な映画監督が、願わくば、より多くの予算で、彼の選択を適切に導く、もう少し多くの客観的な意見を取り入れながら、次はどのような作品を作り上げるのか興味深い。」と結んでいる。

### 受賞歴
- フレイムライン映画祭（英語版）2022で初長編作品賞ノミネート[29]
- FilmOutサンディエゴ映画祭（英語版）2022で初長編劇映画賞および男優賞（アレクサンダー・リンカーン）受賞[30]
- アウト・オン・フィルム映画祭アトランタ（英語版）2022で長編劇映画観客賞受賞[31]
- ReelQピッツバーグ映画祭2022で長編劇映画賞受賞[32]
- OutShine映画祭フォートローダーデール（英語版）2022で長編映画賞準グランプリ[33]